# Botswana ai Giochi della XXXI Olimpiade
Il Botswana ha partecipato ai Giochi della XXXI Olimpiade, prendendo parte per la nona volta ai Giochi olimpici estivi.
La delegazione del Botswana era composta da dodici atleti, nove uomini e tre donne.
Portabandiera alla cerimonia di apertura è stato Nijel Amos, primo atleta nella storia del paese a conquistare una medaglia olimpica, nel 2012 a Londra.
In questa edizione la squadra del Botswana non ha conquistato medaglie; le migliori prestazioni sono arrivate dall'atletica leggera dove Karabo Sibanda nei 400 piani e la staffetta 4×400 maschile (con il nuovo record nazionale) si sono classificati quinti nelle rispettive finali.

## Atletica leggera
Maschile
Eventi su pista e strada
| Atleta                                                                                      | Evento      | Batteria   | Batteria  | Semifinale      | Semifinale      | Finale          | Finale          |
| Atleta                                                                                      | Evento      | Risultato  | Posizione | Risultato       | Posizione       | Risultato       | Posizione       |
| ------------------------------------------------------------------------------------------- | ----------- | ---------- | --------- | --------------- | --------------- | --------------- | --------------- |
| Isaac Makwala                                                                               | 400 m piani | 45"91      | 3 Q       | 46"60           | 8               | non qualificato | non qualificato |
| Karabo Sibanda                                                                              | 400 m piani | 45"56      | 3 Q       | 44"47           | 3 q             | 44"25           | 5               |
| Baboloki Thebe                                                                              | 400 m piani | 45"41      | 3 Q       | dns             | dns             | non qualificato | non qualificato |
| Nijel Amos                                                                                  | 800 m piani | 1'50"46    | 7         | non qualificato | non qualificato | non qualificato | non qualificato |
| Boitumelo Masilo                                                                            | 800 m piani | 1'48"48    | 6         | non qualificato | non qualificato | non qualificato | non qualificato |
| Nijel Amos Isaac Makwala Leaname Maotoanong Onkabetse Nkobolo Karabo Sibanda Baboloki Thebe | 4×400 m     | 2'59"35 NR | 3 Q       | N.D.            | N.D.            | 2'59"06 NR      | 5               |

Femminile
Eventi su pista e strada
| Atleta                | Evento      | Batteria  | Batteria  | Semifinale      | Semifinale      | Finale          | Finale          |
| Atleta                | Evento      | Risultato | Posizione | Risultato       | Posizione       | Risultato       | Posizione       |
| --------------------- | ----------- | --------- | --------- | --------------- | --------------- | --------------- | --------------- |
| Christine Botlogetswe | 400 m piani | 52"37     | 4         | non qualificata | non qualificata | non qualificata | non qualificata |
| Lydia Jele            | 400 m piani | 52"24     | 4         | non qualificata | non qualificata | non qualificata | non qualificata |

### Judo
| Atleta       | Evento | Preliminari          | 16-esimi                      | Ottavi               | Quarti               | Semifinali           | Ripescaggio          | Finali               | Finali     |
| Atleta       | Evento | Avversario Risultato | Avversario Risultato          | Avversario Risultato | Avversario Risultato | Avversario Risultato | Avversario Risultato | Avversario Risultato | Classifica |
| ------------ | ------ | -------------------- | ----------------------------- | -------------------- | -------------------- | -------------------- | -------------------- | -------------------- | ---------- |
| Gavin Mogopa | −60 kg | Bye                  | P. Petříkov (CZE) P (000-110) | non qualificato      | non qualificato      | non qualificato      | non qualificato      | non qualificato      | 17         |

### Nuoto
Maschile
| Atleta              | Gara        | Batteria | Batteria  | Semifinale      | Semifinale      | Finale          | Finale          |
| Atleta              | Gara        | Tempo    | Posizione | Tempo           | Posizione       | Tempo           | Posizione       |
| ------------------- | ----------- | -------- | --------- | --------------- | --------------- | --------------- | --------------- |
| David van der Colff | 100 m dorso | 57"77    | 35        | Non qualificato | Non qualificato | Non qualificato | Non qualificato |

Femminile
| Atleta      | Gara    | Batteria | Batteria  | Semifinale      | Semifinale      | Finale          | Finale          |
| Atleta      | Gara    | Tempo    | Posizione | Tempo           | Posizione       | Tempo           | Posizione       |
| ----------- | ------- | -------- | --------- | --------------- | --------------- | --------------- | --------------- |
| Naomi Ruolo | 50 m sl | 26"23    | 47        | Non qualificato | Non qualificato | Non qualificato | Non qualificato |